# Carrollton (Ohio)
Carrollton és una població dels Estats Units a l'estat d'Ohio. Segons el cens del 2000 tenia 3.190 habitants.

## Demografia
Segons el cens del 2000, Carrollton tenia 3.190 habitants, 1.428 habitatges, i 846 famílies. La densitat de població era de 517,5 habitants/km².
Dels 1.428 habitatges en un 25,4% hi vivien nens de menys de 18 anys, en un 46% hi vivien parelles casades, en un 10,7% dones solteres, i en un 40,7% no eren unitats familiars. En el 36,4% dels habitatges hi vivien persones soles el 20,6% de les quals corresponia a persones de 65 anys o més que vivien soles. El nombre mitjà de persones vivint en cada habitatge era de 2,16 i el nombre mitjà de persones que vivien en cada família era de 2,8.
Per edats la població es repartia de la següent manera: un 21,4% tenia menys de 18 anys, un 8,1% entre 18 i 24, un 24% entre 25 i 44, un 23,4% de 45 a 60 i un 23% 65 anys o més.
L'edat mediana era de 42 anys. Per cada 100 dones de 18 o més anys hi havia 75,1 homes.
La renda mediana per habitatge era de 25.694 $ i la renda mediana per família de 38.528 $. Els homes tenien una renda mediana de 31.885 $ mentre que les dones 16.441 $. La renda per capita de la població era de 14.866 $. Aproximadament l'11,3% de les famílies i el 17% de la població estaven per davall del llindar de pobresa.

## Poblacions més properes
El següent diagrama mostra les poblacions més properes.